# Шмид, Эрих
Эрих Шмид (нем. Erich Schmid; 4 мая 1896, Брукк-ан-дер-Мур — 22 октября 1983, Вена) — австрийский учёный, физик, лауреат премии Эрвина Шрёдингера.

## Биография
Эрих Шмид родился 4 мая 1896 года в Брук-на-Муре, земля Штирия, Австрия.
Окончил Венский университет и в 1920 году получил докторскую степень (научный руководитель — Феликс Эренхафт), после чего стал работать ассистентом у Людвига Фламма в Венском техническом университете.
В 1951 году получил должность в Венском университете и продолжал работать там до 1967 года, когда ему было присвоено звание «заслуженный профессор».
Австрийская академия наук в 1960 году присудила Эриху Шмиду премию Эрвина Шрёдингера и назвала в его честь институт материаловедения.
В 1965 году был избран членом Немецкой академии естествоиспытателей «Леопольдина».
С 1971 года был также членом-корреспондентом Саксонской академии наук.

## Награды
- 1960: Премия Эрвина Шрёдингера
- 1965: Австрийский почетный знак «За науку и искусство»